# John Jarratt
John Jarratt (n. 5 august 1951, Noul Wales de Sud, Australia) este un actor australian de film și televiziune, producător și regizor. Este cel mai cunoscut pentru rolul principalului antagonist, Mick Taylor, din seria de filme Wolf Creek.  

## Biografie
Jarratt s-a născut și a crescut în Wongawilli, un mic oraș rural lângă Wollongong, New South Wales, mai târziu s-a mutat în zona Munților Snowy.

## Filmografie
| An      | Film                                                         | Rol                                     | Note                                                                |
| ------- | ------------------------------------------------------------ | --------------------------------------- | ------------------------------------------------------------------- |
| 1975    | The Great Macarthy                                           | Macarthy                                |                                                                     |
| 1975    | Picnic at Hanging Rock                                       | Albert Crundall                         |                                                                     |
| 1977    | Summer City                                                  | Sandy                                   |                                                                     |
| 1977    | The Sound of Love                                            | David                                   |                                                                     |
| 1978    | Blue Fin                                                     | Sam Snell                               |                                                                     |
| 1978    | Little Boy Lost                                              | Vic Tanner                              |                                                                     |
| 1979    | The Odd Angry Shot                                           | Bill                                    |                                                                     |
| 1980    | The Last Outlaw                                              | Edward 'Ned' Kelly                      |                                                                     |
| 1982    | We of the Never Never                                        | Dandy                                   |                                                                     |
| 1982    | Next of Kin                                                  | Barney                                  |                                                                     |
| 1982    | Fluteman                                                     | Fluteman                                |                                                                     |
| 1984    | The Settlement                                               | Tommy Martin                            |                                                                     |
| 1985    | The Naked Country                                            | Mick Conrad                             |                                                                     |
| 1987    | Dark Age                                                     | Steve Harris                            |                                                                     |
| 1987    | Fields of Fire                                               | Jacko                                   |                                                                     |
| 1987    | Australian Dream                                             | Todd                                    |                                                                     |
| 1988    | Top Enders                                                   | Jack                                    |                                                                     |
| 1988    | Fields of Fire II                                            | Jacko                                   |                                                                     |
| 1989    | Fields of Fire III                                           | Jacko                                   |                                                                     |
| 1991    | Inspector Morse (serial TV)                                  | Sergentul Scott Humphries               | Episodul: Promised Land                                             |
| 1995    | All Men Are Liars                                            | Barry                                   |                                                                     |
| 1996    | Dead Heart                                                   | Charlie                                 |                                                                     |
| 2001-07 | McLeod's Daughters                                           | Terry Dodge                             |                                                                     |
| 2005    | Wolf Creek                                                   | Mick Taylor                             |                                                                     |
| 2007    | Rogue                                                        | Russell                                 |                                                                     |
| 2007    | The Final Winter                                             | Colgate                                 |                                                                     |
| 2008    | Australia                                                    | Sergeant                                |                                                                     |
| 2008    | Not Quite Hollywood: The Wild, Untold Story of Ozploitation! | Rolul său                               | Documentar                                                          |
| 2010    | Needle                                                       | Paul the Coroner                        |                                                                     |
| 2010    | Bad Behaviour                                                | Ricky                                   |                                                                     |
| 2011    | Savages Crossing                                             | Phil                                    |                                                                     |
| 2012    | Django Unchained                                             | Le-Quint Dickey Mining Company Employee |                                                                     |
| 2012    | Shiver                                                       | Franklin Rood                           |                                                                     |
| 2013    | Wolf Creek 2                                                 | Mick Taylor                             |                                                                     |
| 2013    | 100 Bloody Acres                                             | Burke                                   |                                                                     |
| 2014    | Jack Irish: Dead Point                                       | Sen. Sgt Laurie Olsen                   |                                                                     |
| 2015    | StalkHer                                                     | Jack                                    | Și co-regizor. Produs de OZPIX (Jarratt este unul din proprietari). |
| 2016-17 | Wolf Creek                                                   | Mick Taylor                             | Serial TV, 2 sezoane                                                |
| 2018    | Boar                                                         | Lozza                                   |                                                                     |

## Legături externe
- John Jarratt la Internet Movie Database
- John Jarratt's Film Oz Profile[nefuncțională]

## Vezi și
- Listă de actori australieni